# Annona inconformis
Annona inconformis är en kirimojaväxtart som beskrevs av Henri François Pittier. Annona inconformis ingår i släktet annonor, och familjen kirimojaväxter. Inga underarter finns listade i Catalogue of Life.